# Laghi di Mantova
I laghi di Mantova sono dei bacini fluviali situati lungo il corso del fiume Mincio, in prossimità della città di Mantova.
I dati geologici e paleoambientali indicano che durante l'antica età del Bronzo (ca. 1800 a.C.), lungo il fiume Mincio (a valle dell'attuale città di Mantova) si sviluppò un lago di origine naturale. L'attuale assetto dei laghi di Mantova fu però creato nel 1190 a opera dell'ingegnere bergamasco Alberto Pitentino. Essendo queste opere idrauliche un monumento di ingegneria idraulica, antiche di oltre otto secoli, è un falso mito quello che considera questi laghi come dei laghi naturali.
Il lago Paiolo fu prosciugato alla metà del 1700, così che la città di Mantova si trasformò in una penisola.
I laghi di Mantova sono dal 1984 parte integrante del Parco del Mincio.
I laghi di Mantova sono soggetti a tutela paesaggistica in base al decreto ministeriale 26 maggio 1960, pubblicato nella Gazzetta Ufficiale n. 158 del 26 giugno 1970. I laghi di Mantova sono inoltre protetti ai sensi dell’art. 10, comma 3, lett. d) del Codice dei beni culturali e del paesaggio (d.lgs. 22 gennaio 2004, n. 42), secondo cui sono beni culturali, quando sia intervenuta la dichiarazione prevista dall’articolo 13 dello stesso Codice, «le cose immobili e mobili, a chiunque appartenenti, che rivestono un interesse particolarmente importante a causa del loro riferimento con la storia politica, militare, della letteratura, dell’arte, della scienza, della tecnica, dell’industria e della cultura in genere, ovvero quali testimonianze dell’identità e della storia delle istituzioni pubbliche, collettive o religiose». Con decreto del direttore regionale per i beni culturali e paesaggistici della Lombardia del 15 maggio 2009 è stato dichiarato l’interesse particolarmente importante del Sistema dei laghi di Mantova, del canale Rio, dei Ponti dei Mulini e di San Giorgio, «in quanto testimonianza della storia della tecnologia idraulica, delle tecniche agrarie e della storia politica e militare della Città di Mantova, oltre che testimonianza della importanza della sua ‘cifra identitaria’ alla luce dell'iconografia consegnata alla storia dell’arte italiana». Con lo stesso provvedimento sono state sottoposte a prescrizioni di tutela  indiretta, ai sensi dell’art. 45 del codice dei beni culturali, le rive in sponda sinistra del lago di Mezzo comprese tra Cittadella e ponte San Giorgio, del lago Inferiore comprese tra ponte San Giorgio e il polo petrolchimico, nonché le aree retrostanti, distinte in quattro ambiti.

I ricorsi avverso il provvedimento di vincolo diretto e indiretto sono stati rigettati dalla sentenza del Tar Lombardia, Brescia, I, 30 marzo 2011, n. 506, confermata in appello dalla sentenza del Consiglio di Stato, VI, 3 luglio 2012, n. 3893.

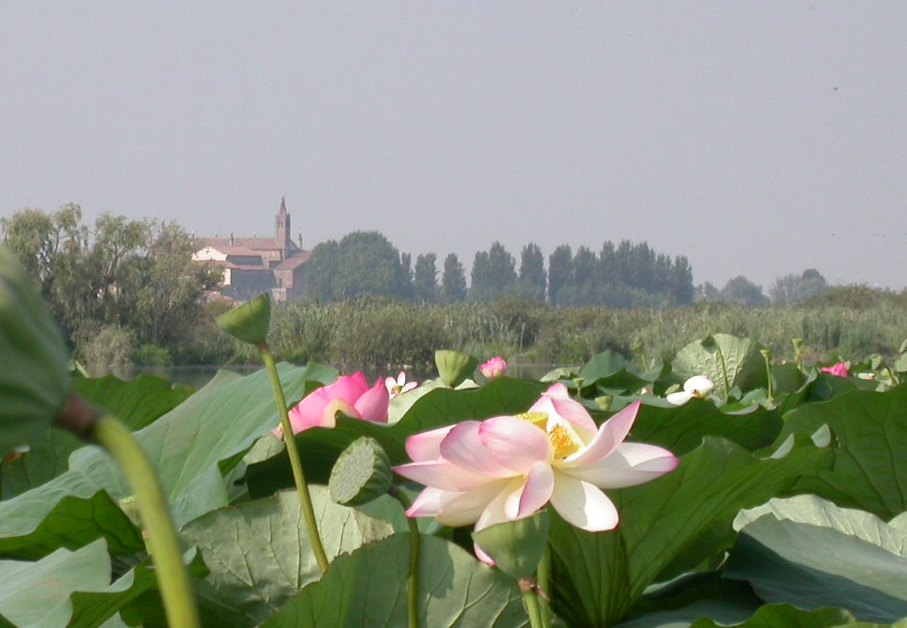
Fiori di loto sul Lago Superiore

## Lago Superiore
Il lago Superiore è il più grande dei tre per superficie e volume ed è regolato a una quota di 18 m s.l.m., circa tre metri più alta rispetto ai laghi Inferiore e di Mezzo al secondo dei quali è collegato attraverso il manufatto di sostegno del Vaso di Porto o Vasarone. Questa diga creò per invaso la formazione del lago Superiore allontanando il rischio dell'impaludamento. Col tempo questa diga fu denominata come Ponte dei Molini, che derivava il nome da ben dodici mulini ciascuno dedicato a un Apostolo, che sfruttavano a fini produttivi il salto di alcuni metri esistente tra i laghi. Il ponte fu coperto a partire dal XV secolo e più volte ristrutturato fino al 1944 quando fu distrutto da un bombardamento aereo. Fu ricostruito in forma di terrapieno con funzioni idrauliche oltre che di sostegno alla strada e alla linea ferroviaria. Nel maggio del 2015, a dieci anni di distanza dalla iniziale idea, il dislivello dei tre metri tra lago Superiore e di Mezzo è utilizzato per la produzione di energia elettrica. Con l'entrata in attività della centrale idroelettrica "Vasarina" di proprietà di Tea Sei, società del Gruppo Te, vengono immesse in rete quantità d'energia elettrica in grado di soddisfare il fabbisogno di circa 800 famiglie.
Il lago si trova all'interno dei territori dei comuni di Mantova, Porto Mantovano e Curtatone risultando incluso nella riserva “Valli del Mincio” (1.426 ettari) che fu dichiarata Riserva Naturale orientata dalla Regione Lombardia l' 11-10-1984, rientrando nell’Elenco Ufficiale delle Aree Naturali Protette.
Nei mesi estivi fiorisce il Fiore di Loto (Nelumbo nucifera), che cresce in grandi aiuole galleggianti costituite da foglie verdi dal diametro anche di un metro sulle quali s'impennano grandi fiori bianchi e rosa. La loro introduzione nel lago Superiore si deve a Maria Pellegreffi, giovane laureata in Scienze Naturali presso l'università di Parma che si occupò del trapianto dei rizomi nel 1921.

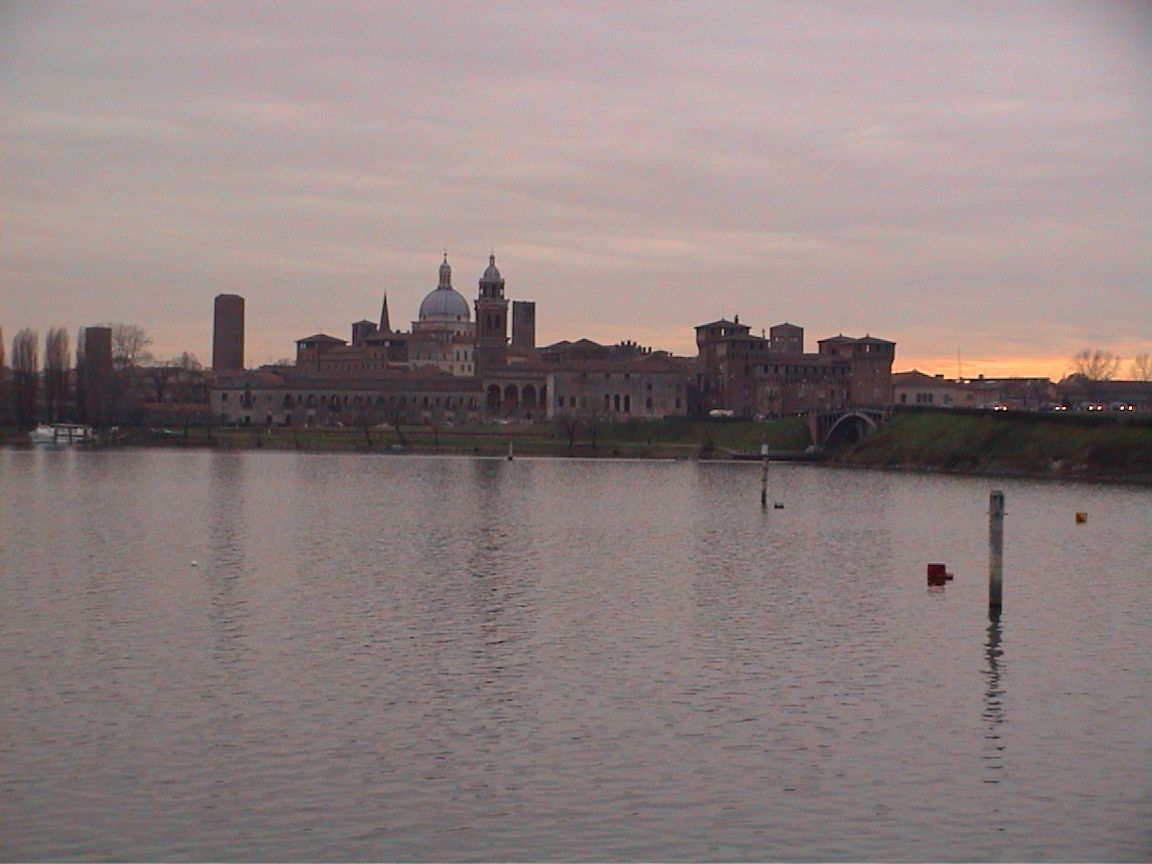
Tramonto sul Lago Inferiore

## Lago di Mezzo
Il lago di Mezzo è il più piccolo tra questi laghi, sia per estensione che per volume ma è quello che raggiunge la profondità maggiore, 15 m. È regolato a una quota di 15 m s.l.m. come il lago Inferiore dal quale è diviso dalla diga e dal ponte di San Giorgio già esistente nel 1199. Questo era un ponte coperto e con ponte levatoio, ma dopo la scomparsa della copertura, nei primi decenni del 900 ne sono state interrate le arcate.
Nelle acque del lago di Mezzo si può rinvenire una rarità autoctona, il "Trigol" (Trapa natans), chiamato anche castagna d'acqua, a causa di frutti commestibili che si raccolgono nel tardo autunno.

## Lago Inferiore
Il lago Inferiore è il meno profondo tra i tre laghi avendo una profondità massima di solo 9 m e una media di 3 m. Si trova a una quota di 15 m,  uguale a quella del lago di Mezzo. La diga Masetti separa il lago Inferiore dalla Vallazza e dal basso corso del Mincio. Dall'anno 1947 i terreni sulla riva sinistra furono interessati dalla nascita della zona industriale di Mantova iniziandosi i lavori per la costruzione di una raffineria che iniziò la produzione nel dicembre del 1953.

## Lago Paiolo
L'etimologia del toponimo Paiolo rimanda a "parium" e al suo diminutivo "pariolum", termini risalenti al latino medievale significanti bassura paludosa. A metà del 1700 il lago Paiolo, più incline a impaludarsi, fu prosciugato per rendere l'ambiente più salubre e in prospettiva consentire lo sviluppo urbanistico della città di Mantova, ormai troppo limitato dalla conformazione insulare. L'opera di bonifica fu comunque completata solo nel 1905.

## Citazioni letterarie
non più Benaco, ma Mencio si chiama

fino a Governol, dove cade in Po.
Non molto ha corso, ch'el trova lama

ne la qual si distende e la impaluda:

e suol di estate talor esser grama.»
(Dante, Inferno XX 76 - 81)